# Bernard Haitink
Bernard Johan Herman Haitink (Amsterdam, 4 marzo 1929 – Londra, 21 ottobre 2021) è stato un direttore d'orchestra olandese.
È stato insignito dell'Ordine dell'Impero Britannico nel 1977 e dell'Ordine dei Compagni d'Onore dal 2002, in entrambi i casi come membro onorario essendo straniero..

## Biografia
Haitink nacque ad Amsterdam e studiò musica nel conservatorio della sua città. Egli iniziò come violinista in orchestra prima di cominciare i corsi di direzione d'orchestra sotto Ferdinand Leitner dal 1954 al 1955. Divenne quindi secondo direttore della Netherlands Radio Union Orchestra (Radio Filharmonisch Orkest) di Hilversum nel 1955 e quindi nel 1957 ne divenne direttore principale fino al 1961. Il suo debutto con una grande orchestra avvenne il 7 novembre 1956 alla guida della massima istituzione musicale olandese, l'Orchestra reale del Concertgebouw di Amsterdam, in sostituzione dell'indisposto Carlo Maria Giulini. Dopo la morte del maestro Eduard van Beinum, il 1º settembre 1959, divenne primo direttore della KCO, e quindi nel 1961 divenne direttore principale, carica che condivise, fino al 1963, con Eugen Jochum. Successivamente divenne l'unico direttore principale fino al 1988. Nel 1999 venne nominato direttore onorario.

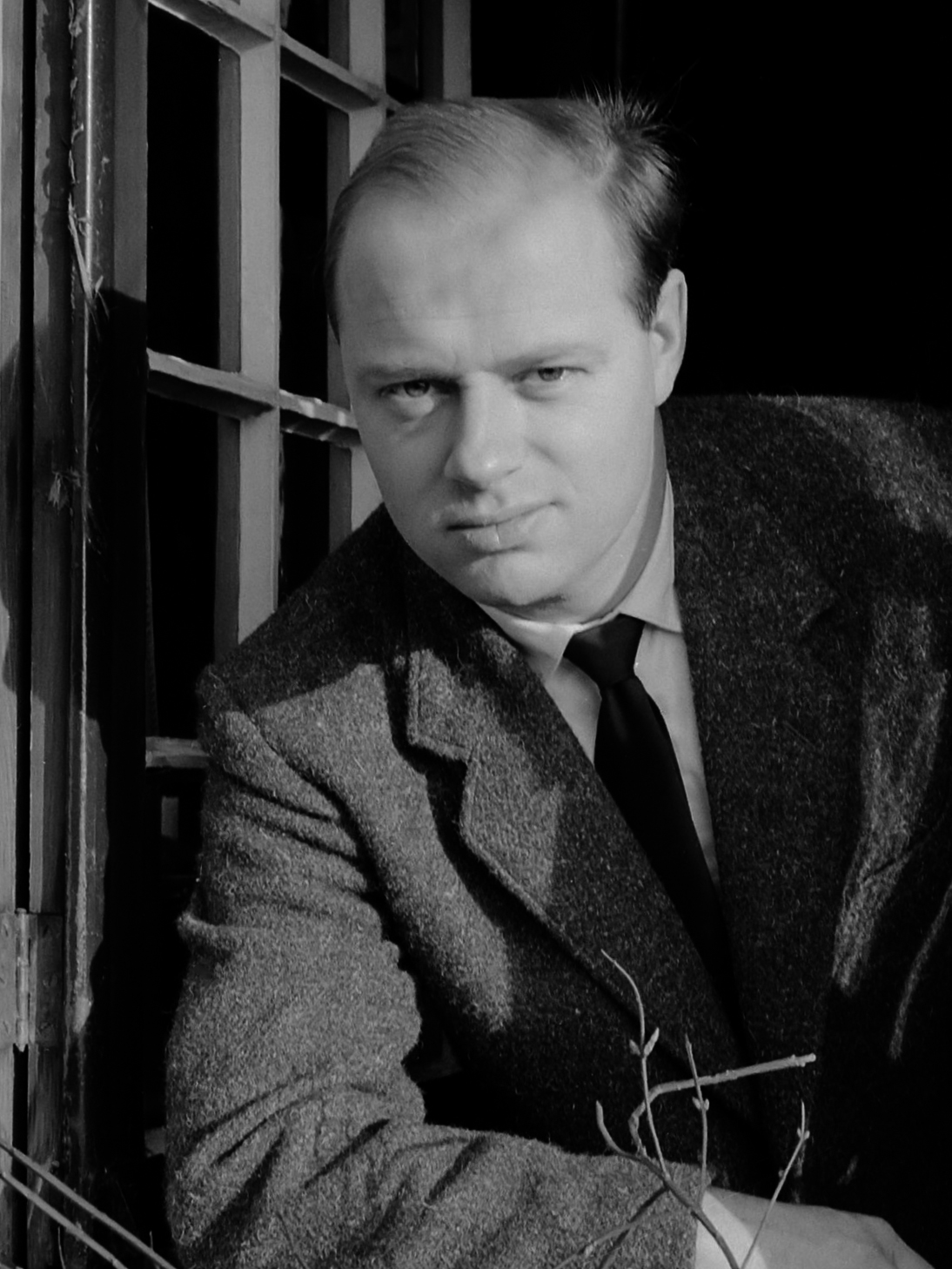
Bernard Haitink nel 1959

Nel corso della sua carriera è stato direttore principale della London Philharmonic Orchestra dal 1967 al 1979, direttore musicale del Glyndebourne Festival Opera dal 1977 al 1987, della Royal Opera House (The Royal Opera) di Londra dal 1987 al 2002 e della European Union Youth Orchestra  dal 1994 al 2000.
A Glyndebourne con la London Philharmonic Orchestra dirige nel 1972 Die Entführung aus dem Serail, nel 1973 Die Zauberflöte con Edita Gruberová, nel 1975 The Rake's Progress con Rosalind Elias, nel 1976 Pelléas et Mélisande, nel 1977 Don Giovanni, nel 1978 Così fan tutte, nel 1979 Fidelio e La fedeltà premiata di Franz Joseph Haydn con Kathleen Battle, nel 1980 Der Rosenkavalier con Felicity Lott, nel 1981 Sogno di una notte di mezza estate con Ileana Cotrubaș, nel 1982 L'amore delle tre melarance, nel 1983 Idomeneo con Carol Vaness, nel 1984 Le nozze di Figaro ed Arabella, nel 1985 Carmen ed Albert Herring di Benjamin Britten, nel 1986 Simon Boccanegra, nel 1987 La traviata e Capriccio e nel 1988 Falstaff.
Dal 2002 al 2004 è stato direttore principale della Sächsische Staatskapelle Dresden. Nell'aprile del 2006, la Chicago Symphony Orchestra ha annunciato che Haitink sarebbe stato il direttore principale della sua istituzione a partire dalla stagione 2006-2007 fino al 2010. Haitink è membro onorario dei Berliner Philharmoniker ed è stato direttore principale ospite della Boston Symphony Orchestra dal 1995 al 2004, quando gli venne conferito il titolo di direttore emerito.
Come direttore ospite, le orchestre nelle quali ha più lavorato nel recente passato sono state: L'Orchestre national de France, i Wiener Philharmoniker e la Bavarian Radio Symphony.
Nel 2007 Musical America ha nominato Haitink Musicista dell'Anno.
Nel corso della sua lunga carriera Haitink ha diretto in concerto e registrato in disco (principalmente per la Decca e la Philips Classic) un repertorio molto vasto che comprende tutte le sinfonie di Ludwig van Beethoven, Johannes Brahms, Robert Schumann, Čajkovskij, Anton Bruckner, Gustav Mahler, Dmitri Shostakovich, tutti i concerti di Beethoven e Brahms con Claudio Arrau al pianoforte e L'anello del Nibelungo (Der Ring des Nibelungen) di Richard Wagner.
Nel Concertgebouw di Amsterdam ha diretto le prime esecuzioni assolute della Sinfonia n. 9 di Henk Badings nel 1960, di "Three Movements" di George Perle nel 1963, di "Bericht aan de Levenden" di Hans Henkemans e di "7 Pauken en een koperorkest" di Géza Frid nel 1965, di "Muziek voor straten en pleinen" di Robert Heppener nel 1970 e del Concerto per viola e orchestra di Al'fred Garrievič Šnitke nel 1986.
Nel 1977 debutta al Royal Opera House di Londra dirigendo Don Giovanni. Nello stesso anno sempre al Covent Garden dirige Lohengrin, nel 1981 Un ballo in maschera con Montserrat Caballé, nel 1983 Don Carlo, nel 1984 Peter Grimes, nel 1985 Don Carlo con Ileana Cotrubaș, Giorgio Zancanaro e Bruna Baglioni, nel 1986 Arabella di Richard Strauss con Lucia Popp e Jenůfa di Leoš Janáček, nel 1987 Der Rosenkavalier con Barbara Bonney, Le nozze di Figaro, nel 1988 Parsifal con Waltraud Meier e Das Rheingold, nel 1989 Romeo e Giulietta, Il trovatore con Plácido Domingo e Die Walküre, nel 1990 Il principe Igor' e Sigfrido, nel 1991 Götterdämmerung e Das Rheingold, nel 1992 Die Frau ohne Schatten, nel 1993 The Cunning Little Vixen di Leoš Janáček e Die Meistersinger von Nürnberg, nel 1994 Káťa Kabanová e Dafni e Cloe, nel 1995 Simon Boccanegra con Renée Fleming, nel 1996 The Midsummer Marriage di Michael Tippett, nel 1998 Der Freischütz, Mefistofele con Samuel Ramey e La sposa venduta, nel 1999 Messa da requiem, War Requiem di Benjamin Britten, Falstaff con Bryn Terfel, Barbara Frittoli e Bernadette Manca di Nissa, nel 2000 Tristan und Isolde, nel 2001 La dama di picche. Fino al 2007 Haitink ha preso parte a 188 rappresentazioni londinesi.
Nell'Opera Theatre di Glyndebourne dirige la prima rappresentazione di "La fedeltà premiata" di Franz Joseph Haydn nel 1979 e la ripresa di "L'incoronazione di Poppea" di Claudio Monteverdi nel 1984.
Nel 1982 dirige Fidelio con Shirley Verrett al Metropolitan Opera House di New York.
Nel settembre del 2008 Haitink ha diretto alla Royal Albert Hall di Londra la Chicago Symphony Orchestra per la prima esecuzione europea della composizione Chicago Remains di Mark-Anthony Turnage.
Bernard Haitink ha avuto cinque figli dalla prima moglie Marjolein Snijders; il direttore olandese e la sua quarta moglie, la ex violista dell'Orchestra del Covent Garden Patricia Bloomfield, hanno una villa in Svizzera.

## CD parziale
- Bartók, Bluebeard's Castle - Berliner Philharmoniker/Bernard Haitink/John Tomlinson/Sandor Eles, 2005 EMI
- Beethoven, Conc. per pf. n. 4, 5 - Arrau/Haitink/CGO, 1964 Philips
- Beethoven, Fidelio - Haitink/Goldberg/Norman/Moll, 1989 Decca
- Beethoven, Conc. per pf. n. 1-5/Fantasia per pf., coro e orch. op.80 "Corale"  - Brendel/Haitink/London Philharmonic Orch., 1975/1977 Decca
- Beethoven, Concertos for Piano and Orchestra No. 1 & 2 - Bernard Haitink/Murray Perahia/Royal Concertgebouw Orchestra, 1986 SONY BMG/CBS
- Beethoven, Concertos for Piano and Orchestra Nos. 3 & 4 - Bernard Haitink/Murray Perahia/Royal Concertgebouw Orchestra, 1985 SONY BMG/CBS
- Beethoven: Piano Concerto No. 5, Op. 73 "Emperor" - Bernard Haitink/Murray Perahia/Royal Concertgebouw Orchestra, 1987 SONY BMG/CBS
- Beethoven, Symphonies Nos. 1-9 - Bernard Haitink/London Symphony Orchestra, 2006 LSO
- Beethoven, The Symphonies - Lucia Popp/Carolyn Watkinson/Peter Schreier/Robert Holl/Netherlands Radio Chorus/Royal Concertgebouw Orchestra/Bernard Haitink, 1994 Philips
- Beethoven, Symphony Nos. 5 & 7 - Royal Concertgebouw Orchestra/Bernard Haitink, 1987 Philips
- Beethoven: The Complete Violin Sonatas, Vol. I - The Violin Romances - Bernard Haitink/Henryk Szeryng/Ingrid Haebler/Royal Concertgebouw Orchestra, 1995 Philips
- Beethoven: Violin Concerto & Egmont Overture - Herman Krebbers/Royal Concertgebouw Orchestra/Bernard Haitink, 1989 Philips
- Brahms, Conc. per pf. n. 1-2 - Ashkenazy/Haitink/CGO/WPO, 1981/1982 Decca
- Brahms, Sinfonie e concerti/Var. Haydn/Serenate 1-2/Danze ungheresi - Arrau/Szeryng/Starker/Haitink, 1964/1980 Decca
- Brahms, Symphony No. 4 - Bernard Haitink/London Symphony Orchestra, 2002 LSO
- Brahms, Double Concerto - Perlman/Rostropovich/Haitink/Concertgebouw Orchestra, 1980 Angel Records – Miglior interpretazione solista di musica classica con orchestra (Grammy) 1981
- Brahms: Concerto No. 2 for Piano and Orchestra, Op. 83 & Sonata In D Major, Op. 78 - Bernard Haitink/Boston Symphony Orchestra/Emanuel Ax/Yo-Yo Ma, 1999 SONY BMG
- Brahms: Violin Concerto, Concerto for Violin & Cello - Henryk Szeryng/János Starker/Royal Concertgebouw Orchestra/Bernard Haitink, 2000 Philips
- Britten, Peter Grimes - Bernard Haitink/Orchestra of the Royal Opera House, Covent Garden, 1993 EMI
- Bruckner, Sinf. n. 4 - Haitink/CGO, 1965 Decca
- Bruckner, Symphony No. 7 - Bernard Haitink/Royal Concertgebouw Orchestra, 1967 Decca
- Bruckner, The Symphonies - Bernard Haitink/Royal Concertgebouw Orchestra, 1994 Philips
- Debussy, Images/Notturni/Mer/Jeux - Haitink/Royal CGO, 1976/1979 Philips
- Janacek, Jenufa - Haitink/Mattila/Silja/Silvasti, Royal Opera House, 2001 Erato/Warner Classics - Grammy Award for Best Opera Recording 2004
- Liszt, Poemi sinfonici (Integrale) - Haitink/LPO, 1966/1971 Decca
- Liszt: Piano Concertos Nos. 1 & 2 - Danse Macabre - Alfred Brendel/Bernard Haitink/London Philharmonic Orchestra, 1972 Philips
- Mahler, Lied von der Erde - Haitink/CGO/Baker/King, 1975 Philips
- Mahler, Symphony No. 1 - Royal Concertgebouw Orchestra/Bernard Haitink, 1962 Universal
- Mahler, Symphony No. 1 - Berliner Philharmoniker/Bernard Haitink, 1988 Philips
- Mahler, Symphony No. 2 - Sylvia McNair/Jard van Nes/Ernst Senff Chor/Berliner Philharmoniker/Bernard Haitink, 1994 Decca
- Mahler, Symphony No. 3 & Das klagende Lied - Bernard Haitink/Royal Concertgebouw Orchestra, 1988 Philips
- Mahler, Symphony No. 3 - Jard van Nes/Ernst Senff Chamber Choir/Der Tölzer Knabenchor/Berliner Philharmoniker/Bernard Haitink, 1991 Philips
- Mahler, Symphony No. 4 - Sylvia McNair/Berliner Philharmoniker/Bernard Haitink, 1993 Decca
- Mahler, Symphony No. 4 - Roberta Alexander/Royal Concertgebouw Orchestra/Bernard Haitink, 1984 Philips
- Mahler, Symphony No. 5 - Berliner Philharmoniker/Bernard Haitink, 1989 Universal
- Mahler: Symphony No. 6 - Lieder eines fahrenden Gesellen - Jessye Norman/Berliner Philharmoniker/Bernard Haitink, 1990 Philips
- Mendelssohn & Bruch - Violin Concertos - Itzhak Perlman/Bernard Haitink, 1984 EMI Great Performers of the Century
- Messiaen: Quartet for the End of Time - Et Expecto Resurrectionem Mortuorum - Vera Beths/George Pieterson/Reinbert de Leeuw/Anner Bijlsma/Royal Concertgebouw Orchestra/Bernard Haitink, 1995 Philips
- Mozart, Così Fan Tutte - Bernard Haitink/London Philharmonic Orchestra, 2008 EMI
- Mozart, Don Giovanni - Bernard Haitink/Richard Van Allan/Thomas Allen/Maria Ewing/Elizabeth Gale/Glyndebourne Chorus/Dimitri Kavrakos/Keith Lewis/London Philharmonic Orchestra/John Rawnsley/Carol Vaness, 1984 EMI
- Rachmaninov, Piano Concertos Nos. 1-4 - Bernard Haitink/Royal Concertgebouw Orchestra/Vladimir Ashkenazy, 1988 Decca
- Rachmaninov, Conc. per pf. n. 2, 4 - Ashkenazy/Haitink/CGO, 1984 Decca
- Ravel: Orchestral Music - Boléro - Ma Mère l'Oye - Royal Concertgebouw Orchestra/Bernard Haitink, 1993 Philips
- Shostakovich, Shostakovich Edition vol. 2 - Sinfonie n. 1-15, Decca
- Shostakovich, Sinf. n. 1, 5 - Haitink/LPO/CGO, 1980/1982 Decca
- Shostakovich, Sinf. n. 5, 9 - Haitink/CGO, Decca
- Shostakovich, Symphonies Nos. 6 & 12 - Bernard Haitink/Royal Concertgebouw Orchestra, 1985 Decca
- Shostakovich, Symphony No. 7 "Leningrad" - Bernard Haitink/London Philharmonic Orchestra, 1980 Decca
- Shostakovich: Symphony No. 11 - "The Year 1905" - Bernard Haitink/Royal Concertgebouw Orchestra, 1985 Decca
- Shostakovich, Symphony No. 13 "Babi Yar" - Bernard Haitink/Marius Rintzler/Royal Concertgebouw Orchestra, 1986 Decca
- Shostakovich: Symphony No. 14 - Six Poems of Marina Tsvetaeva - Bernard Haitink/Dietrich Fischer-Dieskau/Julia Varady/Ortrun Wenkel/Royal Concertgebouw Orchestra, 1993 Decca
- Shostakovich, Symphony No. 4 - Haitink/Chicago Symphony Orchestra, 2009 CSO Resound - Grammy Award for Best Orchestral Performance 2009
- Shostakovich: Cello Concerto No. 1 - Bloch: Schelomo - Lynn Harrell/Royal Concertgebouw Orchestra/Bernard Haitink/Julia van Leer-Studebaker, 1986 Decca
- Strauss R., Five Great Tone Poems - Bernard Haitink/Eugen Jochum/Royal Concertgebouw Orchestra, 1994 Philips
- Strauss R., Daphne - Bernard Haitink, 1983 EMI
- Strauss R., Der Rosenkavalier - Bernard Haitink,/Dresden State Opera Chorus/Barbara Hendricks/Dame Kiri Te Kanawa/Knaben Kreuzchores/Anne Sofie von Otter/Kurt Rydl/Staatskapelle Dresden, 1991 EMI
- Stravinsky, Petrouchka/Sacre - Haitink, 1973 Philips
- Turnage, Some Days - Bernard Haitink/Chicago Symphony Orchestra, 2001 Decca The British Music Collection
- Verdi, Don Carlo - Bernard Haitink/Chorus of the Royal Opera House, Covent Garden/Dmitri Hvorostovsky/Elizabeth Norberg-Schulz/Galina Gorchakova/Ildebrando d'Arcangelo/Olga Borodina/Richard Margison/Robin Leggate, 1997 Philips
- Wagner, Tannhäuser - Bernard Haitink, 1985 EMI
- Wagner, Das Rheingold - Bernard Haitink/Symphonieorchester des Bayerischen Rundfunks, 1989 EMI
- Wagner, Götterdämmerung - Bernard Haitink/Symphonieorchester des Bayerischen Rundfunks, 2012 EMI
- Vaughan Williams: On Wenlock Edge, Fantasia on a Theme By Thomas Tallis - Bernard Haitink/London Philharmonic Orchestra, 2003 EMI
- Vaughan Williams, Symphony No. 5 - Sarah Chang/Bernard Haitink/London Philharmonic Orchestra, 1995 EMI
- The Art of Bernard Haitink - 2009 Decca
- Haitink, The Philips Years - Bernard Haitink/Royal Concertgebouw Orchestra, 2013 Decca
- Haitink: Le sinfonie di Brahms, Bruckner, Mahler - Royal Concertgebouw, 1970/1980 Decca

## DVD & BLU-RAY parziale
- Wagner, Parsifal (live, Zurigo marzo 2007) - Haitink/Ventris/Naef/Salminen, 2007 Deutsche Grammophon
- Rubinstein, In concerto (Amsterdam 1973) - Rubinstein/Haitink/CGO, 1973 Deutsche Grammophon (5.1 DTS Surround Sound)